# Virachola silo
Virachola silo är en fjärilsart som beskrevs av Hans Fruhstorfer 1912. Virachola silo ingår i släktet Virachola och familjen juvelvingar. Inga underarter finns listade i Catalogue of Life.